# بلاك ميسا (لعبة فيديو)
بلاك ميسا (بالإنجليزية: Black Mesa)‏ هي لعبة فيديو من تطوير طرف ثالث وهي إعادة صنع للعبة شركة فالف المسماة هاف-لايف، اللعبة كالأصلية فهي من نوع تصويب منظور الشخص الأول، صدرت في 14 سبتمبر 2012، وهي متوفرة على أجهزة ويندوز. أُستخدم محرك سورس التابع لفالف من أجل تطوير اللعبة وقام بتطويرها فريق يتألف من 40 شخصا.

## وصلات خارجية
- بلاك ميسا على موقع IMDb (الإنجليزية)

- Black%20Mesa:%20Source الموقع الرسمي